# Sainte-Rose (Guadalupe)

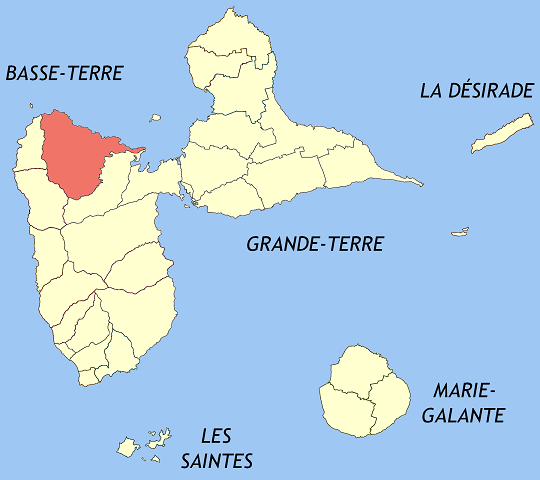
Ubicació de Sainte-Rose dins de la Guadalupe

Sainte-Rose és un municipi francès, situat a Guadalupe, una regió i departament d'ultramar de França situat a les Petites Antilles. L'any 2006 tenia 19.989 habitants. Limita amb Deshaies a l'oest i amb Lamentin a l'est.

## Demografia
| 17.605                                     | 19.989 |
| Des de 1962: població sense dobles comptes |        |

## Administració
| Període   | Identitat        | Partit        |
| --------- | ---------------- | ------------- |
| 1983-1995 | Daniel Jean      |               |
| 1995-2001 | Clodomir Bajazet | Divers droite |
| 2001-     | Richard Yacou    | UMP           |

## Personatges il·lustres
- Ronald Zubar, futbolista

## Galeria d'imatges

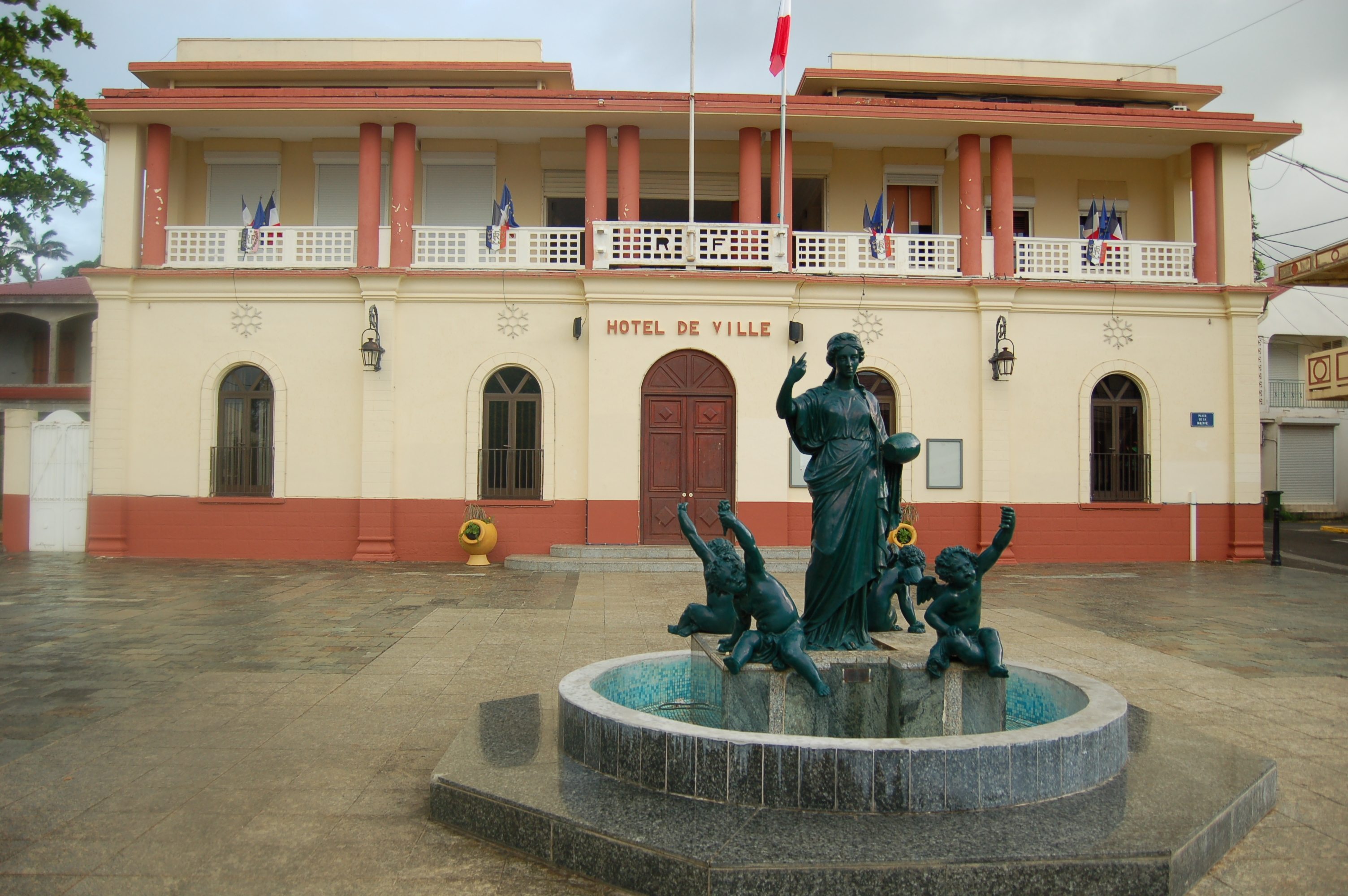
Alcaldia